# Académie d'État de design et d'art de Kharkiv
L'Académie d'État de design et d'art de Kharkiv (en ukrainien : Харківська державна академія дизайну та мистецтв ou KSADA) est une école d'art située à Kharkiv en Ukraine. Elle est fondée en 1921 et est l'une des plus anciennes institutions de l'Enseignement supérieur ukrainien. Elle est régie par le ministère de la culture en tant qu'Université publique. L'académie contient quatre facultés : les beaux arts, le design, le design environnemental et l'audiovisuel et les cours par correspondance.

## Anciens élèves notables
- Victor Sydorenko
- Sergueï Sviatchenko
- Ievhen Iehorov
- Boris Zaporogetz
- Anatoliy Nasedkin (en), lauréat du Prix national Taras-Chevtchenko
- Nikolai Bartossik (en)
- Pavlo Makov (en)
- Viktor Poltavets (en)
- Yauhen Shatokhin (en)